# Ballyclerahan
Ballyclerahan es una localidad situada en el condado de Tipperary, en Irlanda. Según el censo de 2022, tiene una población de 836 habitantes.
Su nombre proviene del irlandés y significa "ciudad de O'Clerahan". A nivel local, el prefijo "Bally" generalmente se elimina y casi siempre se hace referencia a la localidad simplemente como "Clerahan", que a menudo se escribe "Clerihan".
Está ubicada en la zona centro-sur del país, cerca de las montañas Galtee, al norte de Cork y al sureste de Galway.